# Бабай (спільнота)
Бабай (горор-спільнота) («Бабай», Babai.co.ua) — українська літературно-видавнича платформа, що об'єднує українських шанувальників фантастики, горору й містики та займається розвитком жанру горор в Україні. Заснований у 2018 році письменниками-аматорами Дімкою Ужасним, Андрієм Лозінським та програмістом Сергієм Мазуренком.

## Історія
У 2015 році ентузіастом із Запоріжжя Валентином Москівцем була створена спільнота «Крамничка жахіть», покликана розвивати жанр горору в Україні. Того ж року до адміністрації спільноти приєднався одеський письменник-аматор, літературний діяч та критик, відомий під псевдонімом Дімка Ужасний.
У 2016 році за результатами проведеного всеукраїнського конкурсу для молодих авторів спільнота випустила свою першу ілюстровану збірку творів українських горор-письменників «Крамничка жахіть. Том 1», яка містила 13 оповідань українською та російською мовами. У 2018 році спільнота випустила ще одну збірку оповідань «Крамничка жахіть. Том 2», яка містила 22 твори: оповідання українською та російською мовами, відібрані в рамках всеукраїнського конкурсу малої прози, 4 віршованих твори-фіналісти поетичного конкурсу імені Едґара Алана По від інтернет-журналу «Стос», а також незалежний український переклад твору Роберта Чемберса «Жовтий знак» (пер. Андрій Лозінський).
У 2018 році спільнота «Крамничка жахіть» припинила своє існування. Дімка Ужасний та Андрій Лозінський за підтримки програміста Сергія Мазуренка започаткували проєкт «Бабай».
У травні 2019 портал випускає першу збірку під назвою «Бабай: Перший Кошмар».
У січні 2021 року вийшов перший друкований номер фензіну «Бабай».
На 2022 рік горор-спільнота «Бабай» анонсувала вихід другого номеру фензіну, аудіозбірки та нової друкованої збірки оповідань.

## Видання

### Бабай: Перший Кошмар (2019)
У травні 2019 року вийшло перше друковане видання горор-спільноти «Бабай», яке отримало назву «Перший кошмар». До збірки увійшли п'ятнадцять оповідань — чотирнадцять оригінальних і одне перекладне.
Видання засноване на результатах літературного конкурсу, присвяченого 70-річчю Стівена Кінґа. Серед творів українських авторів також можна знайти роботи таких відомих письменників як Олексій Жупанський, Володимир Кузнєцов, Володимир Арєнєв, Остап Українець, Євген Лір, Світлана Тараторіна, Сергій Мартинюк (лідер музичного гурту «Фіолет»). Серед іншого, збірка містить оповідання англійського класика Вільяма Гоупа Годжсона «Голос у темряві» в перекладі Андрія Лозінського.
Видання доповнене тематичними ілюстраціями Ірини Гуріної та обкладинкою Сергія Крикуна.
Того ж року збірка «Бабай: Перший кошмар» була презентована на міжнародному фестивалі Книжковий арсенал.

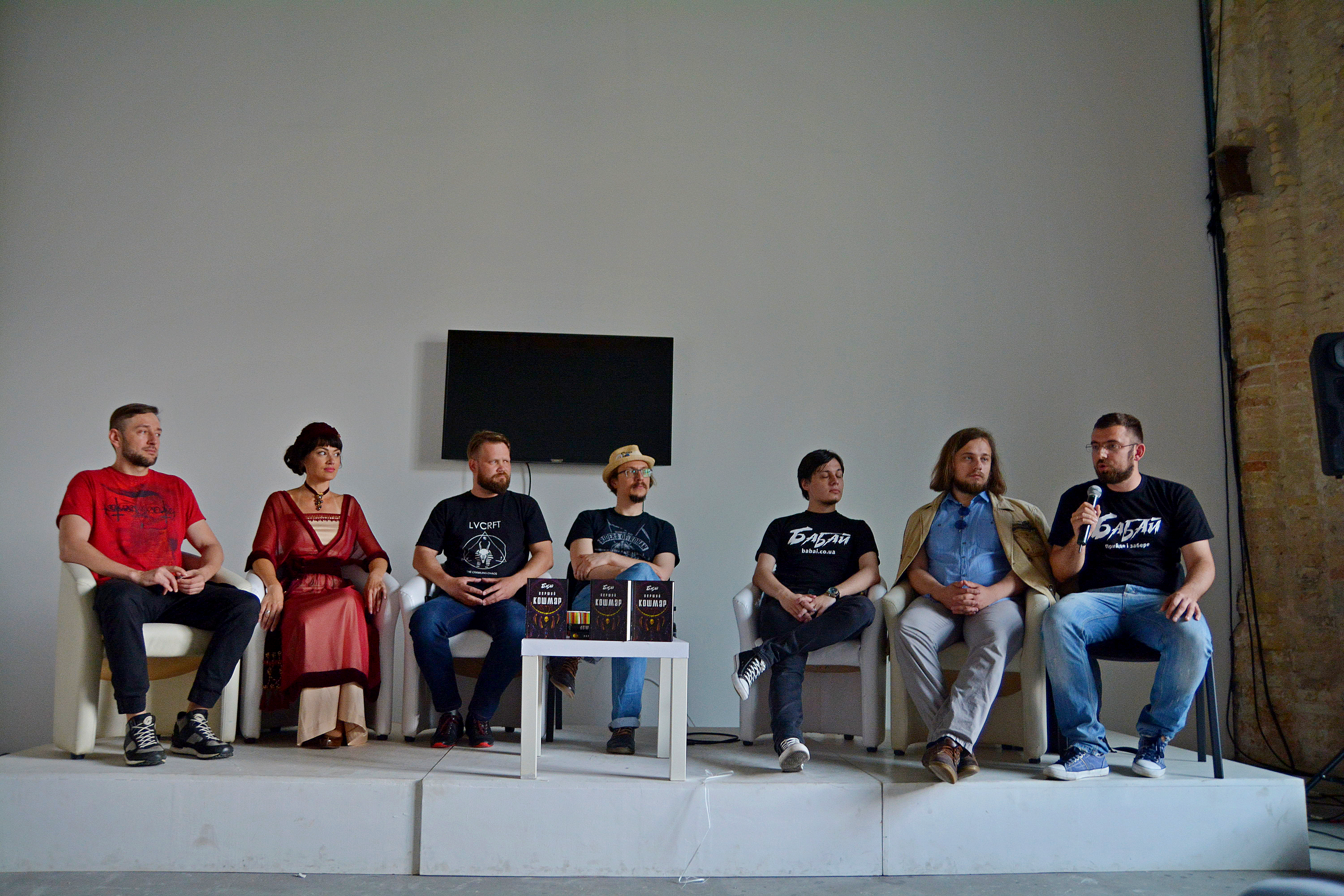
Презентація збірки «Бабай: Перший кошмар» на Книжковому арсеналі. (2019 рік). На фото: Олексій Жупанський, Світлана Тараторіна, Володимир Кузнєцов, Володимир Арєнєв, Євген Лір, Остап Українець, Дімка Ужасний.

### Бабай: Фензін №1 (2021)

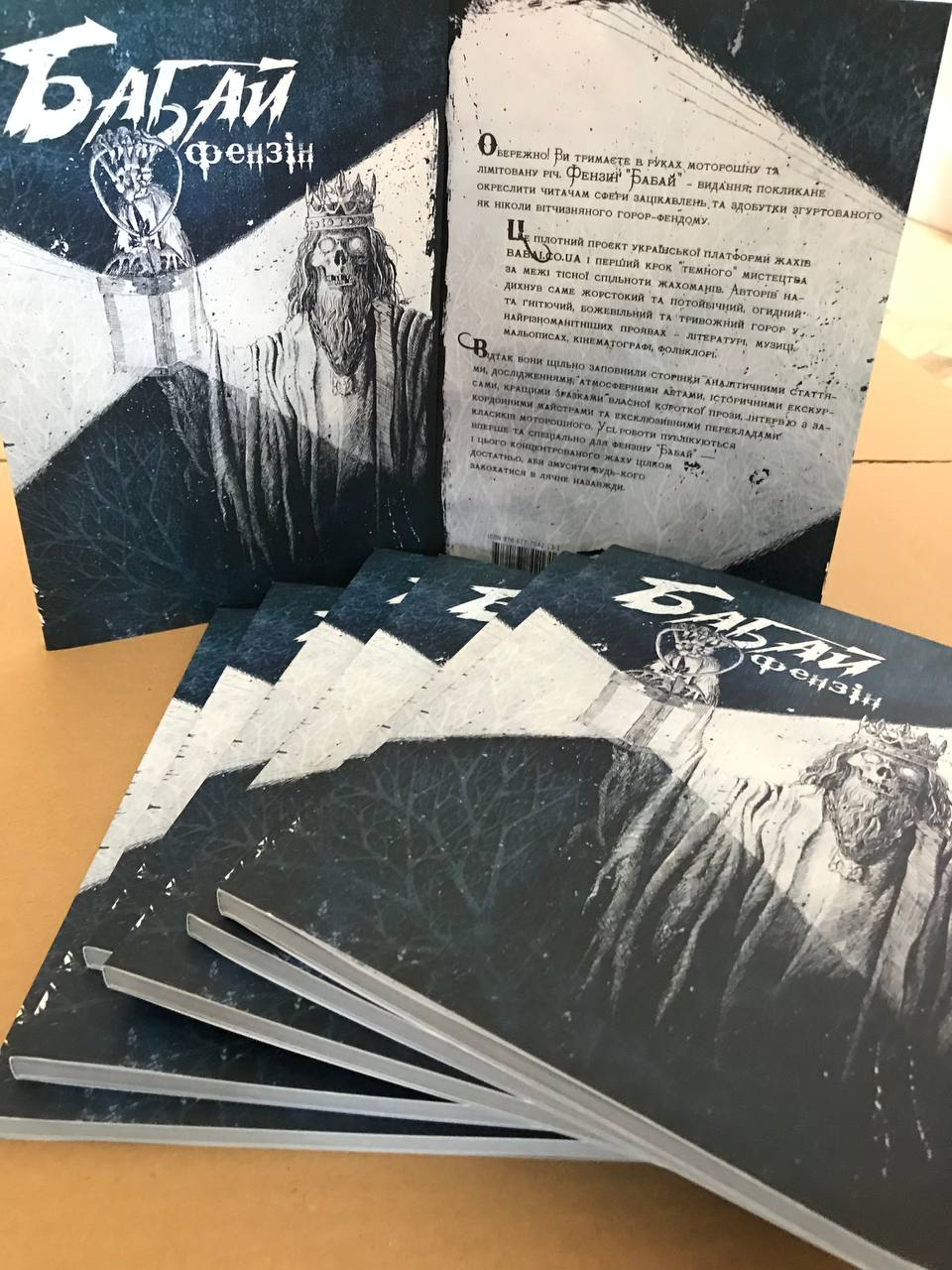
Бабай: Фензін № 1

Перший номер фензіну вийшов у січні 2021 року.
До видання увійшли дослідницькі статті, оповідання, комікс тощо. Також фензін містить інтерв'ю з американським письменником Джоном Ширлі та його твір «Ініціація Ларрі Шора» в перекладі Андрія Лозінського. Це перший і на сьогодні єдиний офіційний український переклад Джона Ширлі.
Окрім того, до фензіну потрапили оповідання-переможці літературного конкурсу «Число звіра-2020», що проводився на сайті платформи «Бабай».
Завершується видання фентезі-мальописом про комах від Володимира Кузнєцова й Дарці Зіроньки.

### Голоси в темній кімнаті (аудіозбірка) (2021)
У 2021 році на сайті горор-спільноти «Бабай» також вийшла аудіозбірка оповідань «Голоси в темній кімнаті». Усі оповідання — як українських авторів, так і світових майстрів, свого часу стали певними віхами для української темної літератури.

## Внесок у розвиток жанру

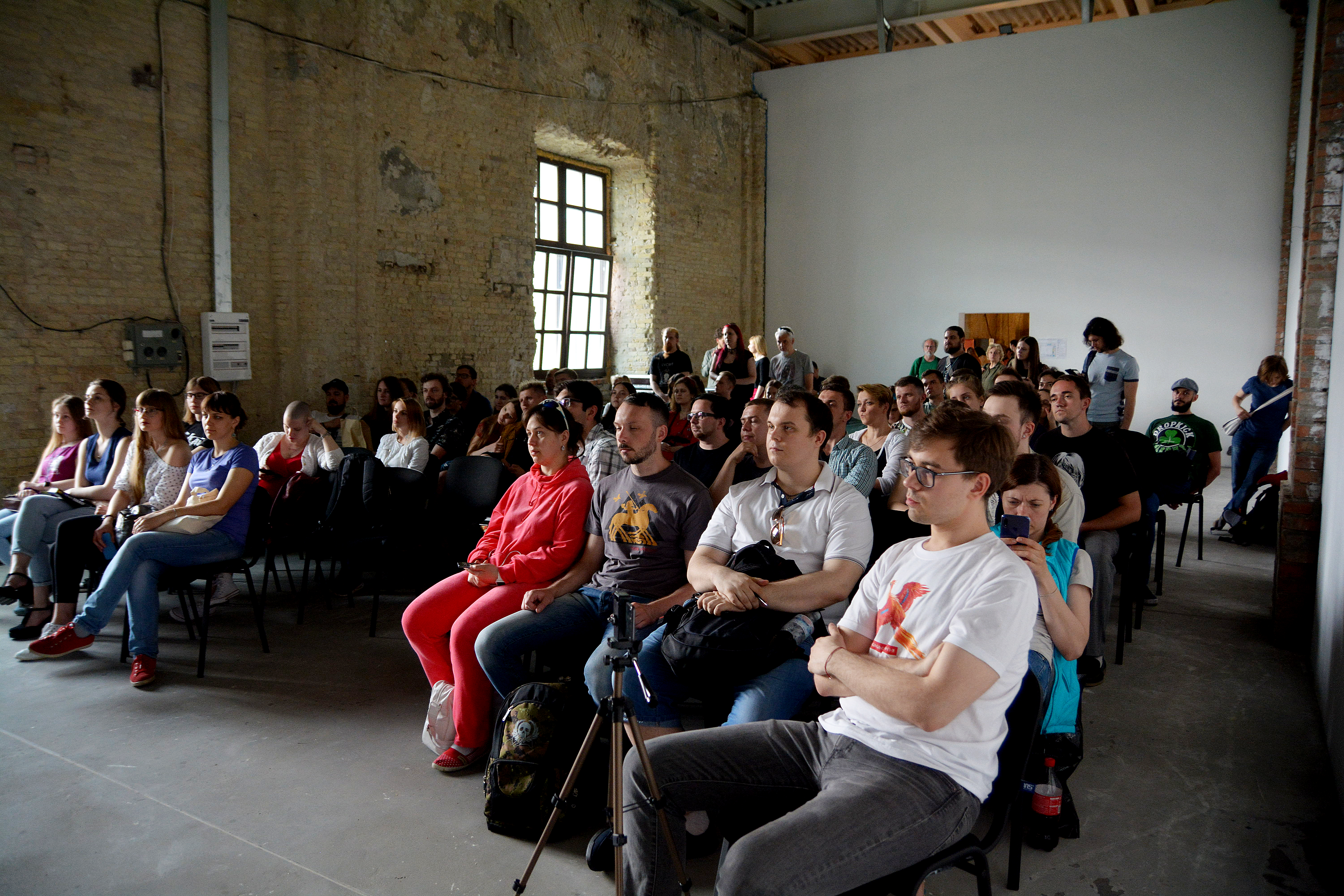
Заповнений зал під час презентації збірки «Бабай: Перший кошмар» на IX Книжковому арсеналі

На «Бабай» регулярно виходять новини та публіцистичні матеріали на дотичні до жахів теми, розміщуються рецензії та огляди на книги, фільми, серіали в «темних» жанрах. Крім того, на сайті викладаються аудіокниги та подкасти з причетними до жанру особистостями. У рубриці «ПоТвори» також публікуються художні твори українських авторів.
Щороку на сайті відбуваються літературні конкурси, за підсумками яких автори-учасники мають змогу увійти до наступних видань спільноти «Бабай».
Список конкурсів:
- Число звіра — 2020[17]
- Тринадцятий клас (2020)[18]
- Число звіра — 2021[19]
- Кошмар триває (2021)[20]